# Tovarochloa peruviana
Tovarochloa peruviana är en gräsart som beskrevs av Terry Desmond Macfarlane och Paul Pui-Hay But. Tovarochloa peruviana ingår i släktet Tovarochloa och familjen gräs. Inga underarter finns listade i Catalogue of Life.